# رول دارچینی
رول دارچینی نوعی رول شیرین است که در شمال اروپا و شمال آمریکا صرف می‌شود. خمیر، دارچین، شکر و کره مواد اصلی را تشکیل می‌دهند. رول دارچینی اغلب به عنوان صبحانه و با پنیر، شکر یا تخم مرغ مصرف می‌شود.

## نگارخانه

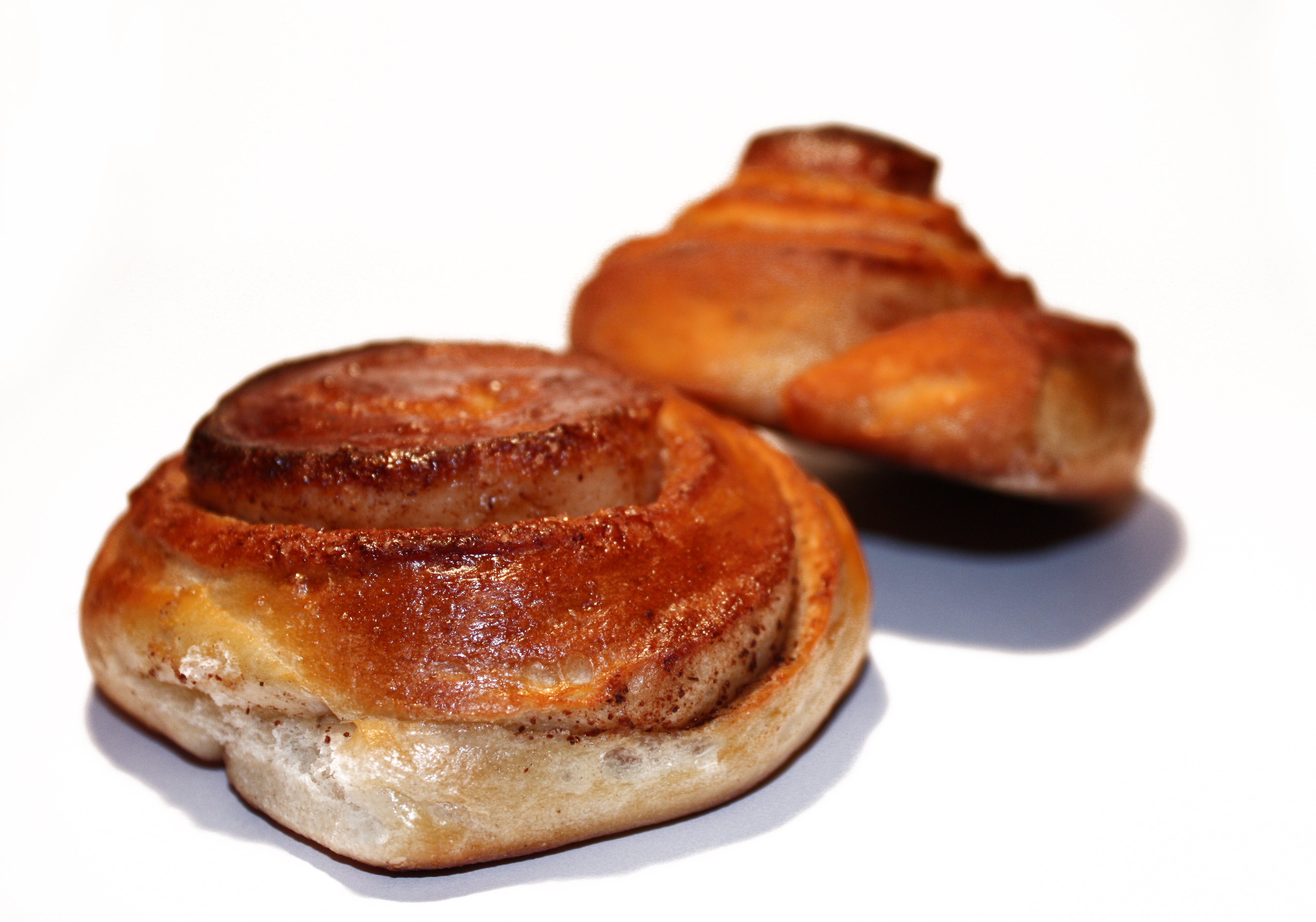
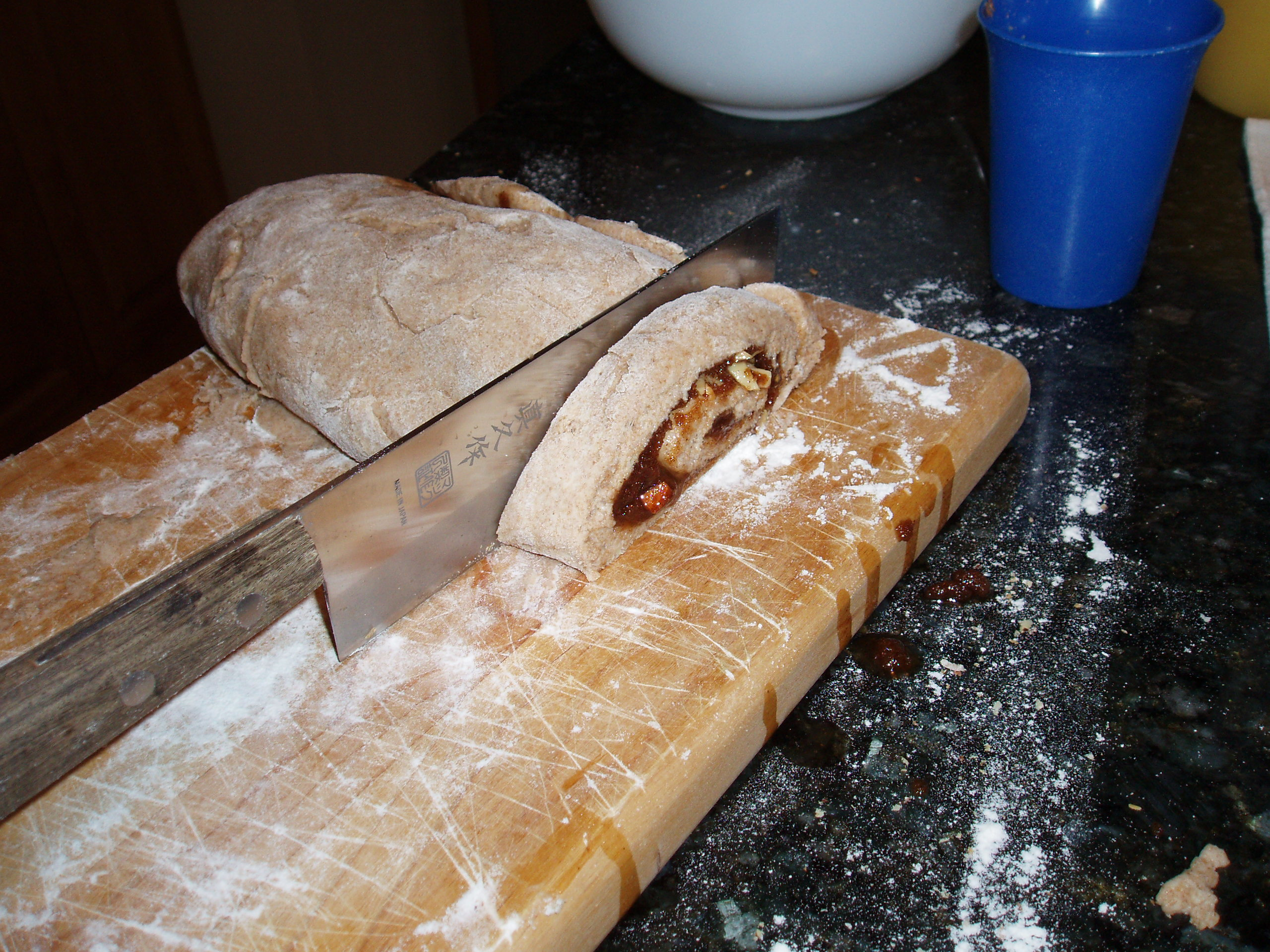
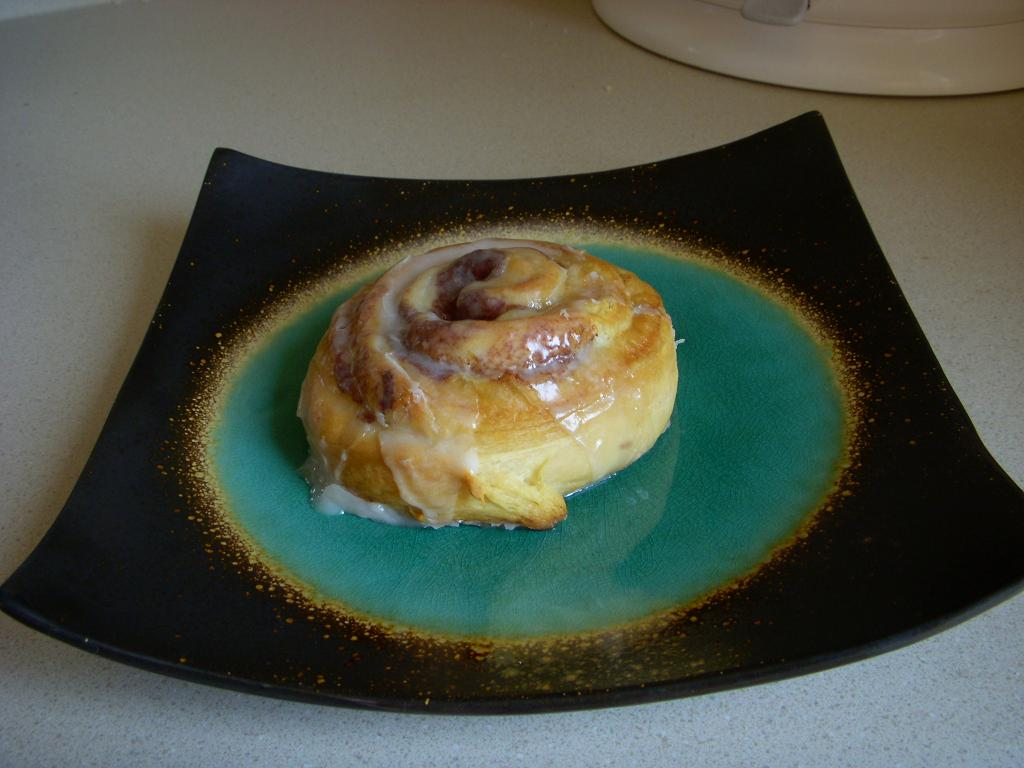